# Горбаль Іван Петрович
Горбаль Іван Петрович (Псевдо: Артем, Назар; 1907, с. Великі Глібовичі, Перемишлянський район, Львівська область — 14 серпня 1947, ?) — лицар Золотого хреста бойової заслуги УПА 1 класу .

## Життєпис
Народився у сім'ї місцевих селян Петра та Марії Горбаль. Освіта — 3 класи народної школи. Одружений, дітей не мали.
Член ОУН із 1936 р. Міліціонер Бібрецького РВ НКВС (09.1939-22.12.1940). Після звільнення з міліції перейшов на нелегальне становище. Комендант станиці української міліції в с. Великі Глібовичі (06.-07.1941). Остерігаючись арешту гестапо перейшов на нелегальне становище та діяв у підпіллі до квітня 1944 р.
Стрілець чоти «Бродича», яка займалася охороною Головного Командира УПА Романа Шухевича — «Степана» (04.1944-13.08.1945).
13.08.1945 р. захоплений непритомним важкопораненим в ногу у криївці в с. Рай Бережанського р-ну Тернопільської обл. та влаштований на лікування. 13.09.1945 р. затриманий а 14.09.1945 р. арештований Управлінням НКВС Львівської обл.
21.12.1945 р. ВТ військ НКВС Львівської обл. засуджений за ст. 54-1а, 54-11 КК УРСР 15 років каторжних робіт з обмеженням у правах на 5 років та конфіскацією майна. 16.09.1946 р. етапом відправлений у Тюменський ВТТ.
Помер 14.08.1947 р. у місцях позбавлення волі. Стрілець УПА (?).

## Нагороди
- Згідно з Постановою УГВР від 8.10.1945 р. і Наказом Головного військового штабу УПА ч. 3/45 від 10.10.1945 р. охоронець головного командира УПА Романа Шухевича — «Тараса Чупринки» Іван Горбаль — «Назар» нагороджений Золотим хрестом бойової заслуги УПА 1 класу.

## Вшанування пам'яті
- 22.04.2018 р. від імені Координаційної ради з вшанування пам'яті нагороджених Лицарів ОУН і УПА у с. Подусільна Перемишлянського р-ну Львівської обл. Золотий хрест бойової заслуги УПА 1 класу (№ 022) переданий Оксані Хамуляк, племінниці Івана Горбаля — «Назара».